# Парламентские выборы в Эстонии (1926)
Выборы в III Рийгикогу состоялись 15-17 мая 1926 года. Перед этими выборами избирательный закон был изменен, чтобы создать более стабильную систему: 
1. Была введена система блоков 
2. Был введен избирательный порог - необходимо было набрать количество голосов достаточное для получения двух мест в парламенте.

## Результаты
Число избирателей: 701769 без учета армии

Явка: 514 595 (73,3%) (+ 12306 в армии)

Недействительных голосов: 3421 (с армией); 0,6%

Действительных голосов: 523 480; 99,4% (с армией)
По итогам выборов пост государственного старейшины Эстонии сохранил Яан Теэмант.
| Партия | Идеология                   | Голоса  | % голосов | Изменение % голосов | Места | % депутатов | Изменение % депутатов |
| --- | --------------------------- | ------- | --------- | ------------------- | ----- | ----------- | --------------------- |
| Эстонская социалистическая рабочая партия (Eesti Sotsialistlik Tööliste Partei) | Социал-демократия           | 119,915 | 22.9%     | ▲4.2%               | 24    | 24%         | ▲4%                   |
| Объединение аграриев (Põllumeeste Kogud) | Аграрианизм, Консерватизм   | 111,960 | 21.4%     | ▼0.2%               | 23    | 23%         | —                     |
| Объединение новопоселенцев, арендаторов и мелких земледельцев (Asunikkude, Väikepõllupidajate ja Riigirentnikkude Koondus) | Аграрианизм, Левый центризм | 70,702  | 13.5%     | ▲9.8%               | 14    | 14%         | ▲10%                  |
| Эстонская трудовая партия (Eesti Tööerakond) | Левый центризм              | 64,648  | 12.3%     | ▲1.1%               | 13    | 13%         | ▲1%                   |
| Эстонская народная партия (Eesti Rahvaerakond) | Правый центризм             | 38,824  | 7.4%      | ▼0.1%               | 8     | 8%          | —                     |
| Партия эстонских рабочих (Eesti Tööliste Partei) | Коммунизм                   | 30,339  | 5.8%      | ▼3.7%               | 6     | 6%          | ▼4%                   |
| Христианская народная партия (Kristlik Rahvaerakond) | Христианский консерватизм   | 28,133  | 5.4%      | ▼1.9%               | 5     | 5%          | ▼3%                   |
| Объединенные партии русских (Vene Rahva ühendatud nimekiri) | Интересы меньшинств         | 17,474  | 3.3%      | ▼0.8%               | 3     | 3%          | ▼2%                   |
| Германская балтийская партия (Saksa-Balti Erakond) | Интересы меньшинств         | 13,278  | 2.5%      | ▼0.9%               | 3     | 3%          | ▼1%                   |
| Общегосударственный союз обществ домовладельцев и прочих сторонников частной собственности (Üleriikline Majaomanikkude Seltside Liit ja teised eraomanduse pooldajad) | Группы интересов            | 12,355  | 2.4%      | ▲0.2%               | 2     | 2%          | —                     |
| Эстонский союз арендаторов (Eesti Üürnikkude Liit) | Группы интересов            | 6,692   | 1.3%      | ▼0.1%               | —     | —           | ▼1%                   |
| Национальная либеральная партия (Rahvuslik-Vabameelne Erakond) | Либерализм, Правые          | 4,854   | 0.9%      | ▼3.6%               | —     | —           | ▼4%                   |
| Союз рабочих (Töörahva Liit) | Левые                       | 3,704   | 0.7%      | ▼0.2%               | —     | —           | —                     |
| Союз крестьян (Maarahva Liit) | Аграрианизм, Консерватизм   | 603     | 0.1%      | ▼0.0%               | —     | —           | —                     |
| Все голоса |                             | 523,480 | 100.0%    |                     | 100   |             |                       |
| - Результаты Эстонской социалистической рабочей партии сравниваются с суммой результатов Эстонской социал-демократической рабочей партии и Независимой социалистической рабочей партии. - Результаты Партии эстонских рабочих сравниваются с результатами Общенародного рабочего фронта. - Результаты Союза крестьян сравниваются с суммами результатов трех региональных Крестьянских партий. |                             |         |           |                     |       |             |                       |